# I. Hnumhotep

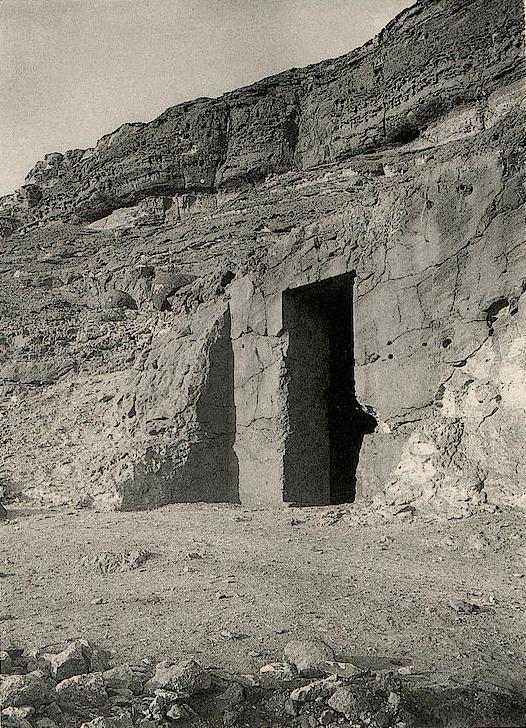
Hnumhotep Beni Haszán-i sírjának bejárata 1890 körül

Hnumhotep (ḫnmw-ḥtp, „Hnum elégedett”) ókori egyiptomi hivatalnok volt a XII. dinasztia idején, I. Amenemhat uralkodása alatt; a felső-egyiptomi 16. nomosz, Ma-hedzs kormányzója és Menat Hufu polgármestere. Sírja a Beni Haszán-i 14-es sír.

## Élete

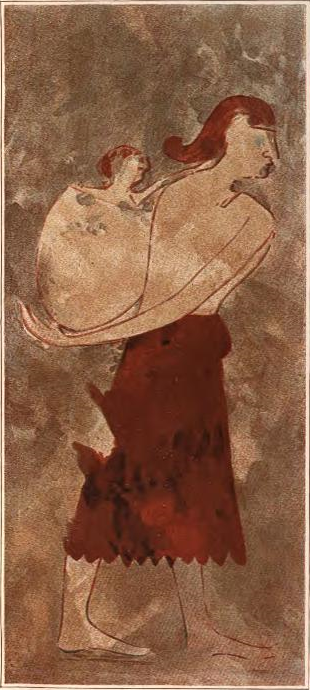
Egy líbiai vagy kusita nő gyermekével I. Hnumhotep sírjából

Hnumhotep egy nomoszkormányzókból és más fontos hivatalnokokból álló jelentős család első ismert tagja. A család székhelye Menat Hufu volt, és tagjai a XII. dinasztia korának nagy részében töltöttek be fontos pozíciókat. Hnumhotep számos leszármazottját róla nevezték el, köztük a legjelentősebb unokája volt, II. Hnumhotep, aki sírja figyelemre méltó díszítéseiről ismert.
I. Hnumhotep életéről sírjából (BH14), illetve unokája, II. Hnumhotep sírjából (BH3) származnak ismereteink. Anyját Baketnek hívták, apja neve ismeretlen. Családja egy korábbi nomoszkormányzói családot váltott a hivatalban, amely a XI. dinasztia második felében volt aktívak Menat Hufuban, és amelynek tagjai főként a Heti vagy a Baket nevet viselték (a család egy jelentős tagja III. Baket volt).
Hnumhotep sírjának felirataiból tudni, hogy pályája elején elkísérte I. Amenemhatot egy hadjáratra, melynek során egy ellenséget űztek ki Egyiptomból. Az ellenség nevét szándékosan kihagyták a feliratból, hogy ne részesüljön a halhatatlanságban, de kétségtelenül olyasvalaki lehetett, aki Amenemhat vetélytársa volt a trónért folytatott harcban, talán Szegerszeni. Amenemhat végül legyőzte „Núbiát és az ázsiaiakat”, és Hnumhotep hűségéért megkapta a „Menat Hufu nemesembere” címet, majd később más címeket is, köztük a „Ma-hedzs nomosz nagy embere [kormányzója]”, az „örökös herceg és nemes”, a „királyi pecsétőr” és „az egyetlen társ” címeket, valamint egy fontos hivatalt Nehen városában.
Feleségét Zatipinek hívták. Hnumhotep címeit halála után fia, Naht örökölte, majd egy Amenemhat nevű férfi, aki, úgy tűnik, nem állt rokonságban velük, majd egy újabb rokon, Netjernaht. Hnumhotepnek egy lánya is volt, Baket, az ő fia volt az előbb említett II. Hnumhotep, aki Netjernaht után örökölte a kormányzói címet. A családfát lásd bővebben a nomosz, Ma-hedzs cikkében.

## Fordítás
- Ez a szócikk részben vagy egészben  a   Khnumhotep I című angol Wikipédia-szócikk ezen változatának fordításán alapul.  Az eredeti cikk szerkesztőit annak laptörténete sorolja fel. Ez a jelzés csupán a megfogalmazás eredetét és a szerzői jogokat jelzi, nem szolgál a cikkben szereplő információk forrásmegjelöléseként.